# Kyoto (stad)
Kyoto (Japans: 京都市, Kyōto-shi), historisch ook wel gespeld als Kioto, is een stad in Japan met een bevolking van tegen de 1,5 miljoen personen (2018). Gedurende ruim duizend jaar was Kyoto de keizerlijke hoofdstad van Japan, maar het is nu alleen de hoofdstad van de prefectuur Kyoto. Kyoto maakt deel uit van de agglomeratie Keihanshin.

## Geschiedenis

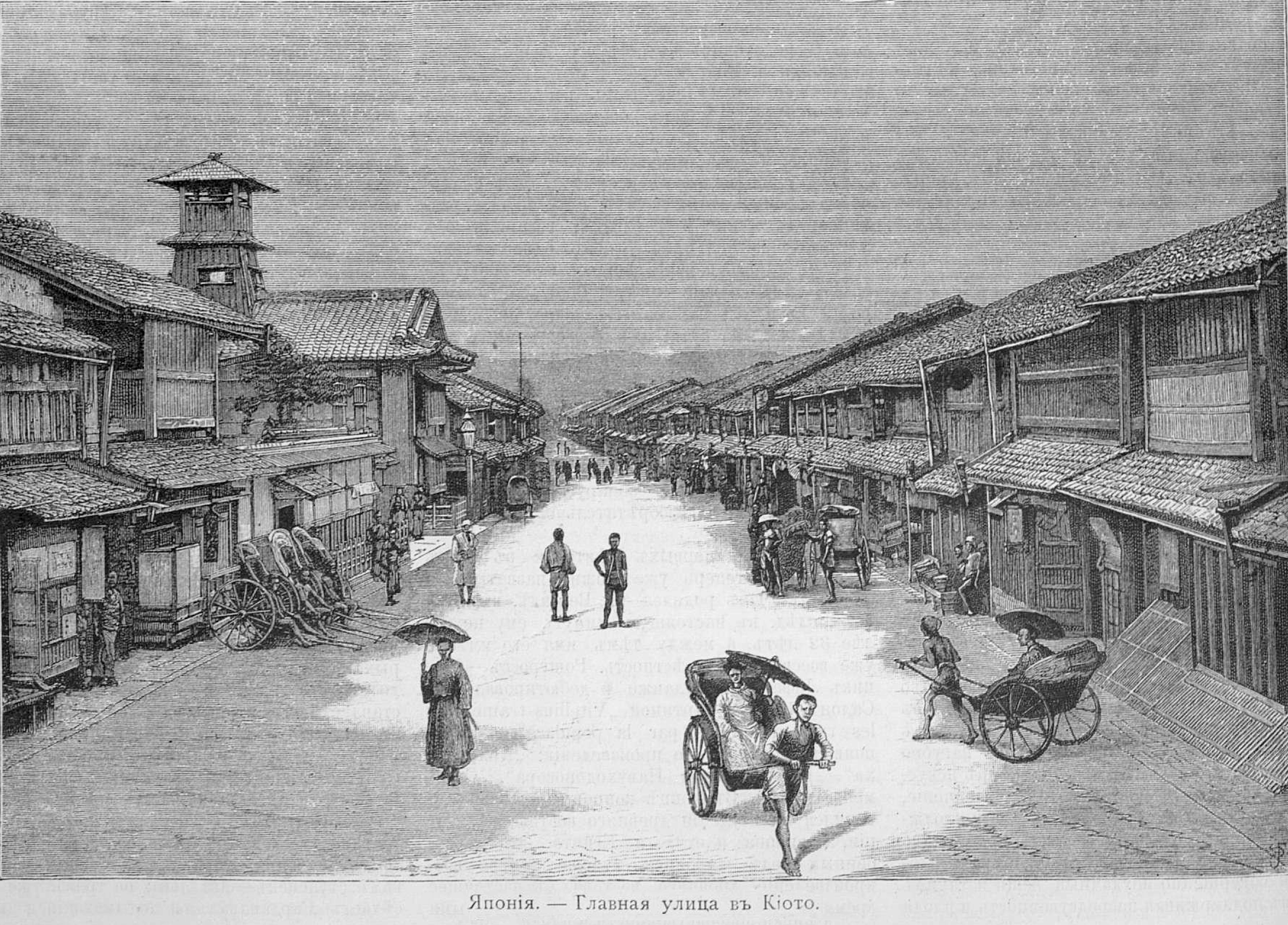
Kyoto, de belangrijkste straat, 1891

Het gebied van Kyoto is pas door mensen bewoond vanaf de 7e eeuw, en wel door de Hata-clan die Japan binnenkwam vanuit Korea. Tijdens de 8e eeuw werden boeddhistische godsdienstige autoriteiten machtig, hetgeen een reden was voor de Japanse keizer om de hoofdstad ver van de boeddhistische invloed te vestigen.
De nieuwe stad, Heiankyo genoemd, werd de zetel van het keizerlijke hof vanaf 795. Later kreeg de stad de naam Kyoto. Kyoto bleef de hoofdstad van Japan tot het einde van de Edoperiode in 1868. Wel vond in 1788 een grote stadsbrand plaats, die vijf dagen duurde en onder meer het keizerlijk paleis verwoestte. Pas toen dat was hersteld, mocht met de wederopbouw van de stad worden begonnen.
Nadat Edo was hernoemd tot Tokio (dat 'oostelijke hoofdstad' betekent), was Kyoto korte tijd bekend als Saikyo (西京), dat 'westelijke hoofdstad' betekent.
Vanwege het rijke culturele erfgoed in Kyoto bleef de stad een bombardement tijdens de Tweede Wereldoorlog bespaard. Kyoto is de enige grotere stad in Japan die  een behoorlijk deel aan vooroorlogse gebouwen heeft gemengd met eigentijdse bouwwerken.
In 1997 werd in Kyoto de conferentie gehouden die resulteerde in het Kyoto-protocol over de beperking van de uitstoot van broeikasgassen.

## Geografische ligging
Kyoto ligt midden op het eiland Honshu. De stad is in het westen, noorden en zuiden omringd door bergen en wordt in tweeën gedeeld door de rivier de Kamo die van noord naar zuid stroomt. De stad is berucht vanwege de enorme hitte zonder een zuchtje wind tijdens zomernachten.
De stad is in een roostervorm gebouwd, volgens traditionele Chinese gewoonte. Het belangrijkste zakendistrict ligt ten zuiden van het oude keizerlijke paleis. Het dunner bevolkte noordelijke deel heeft een groenere uitstraling.

## Wijken

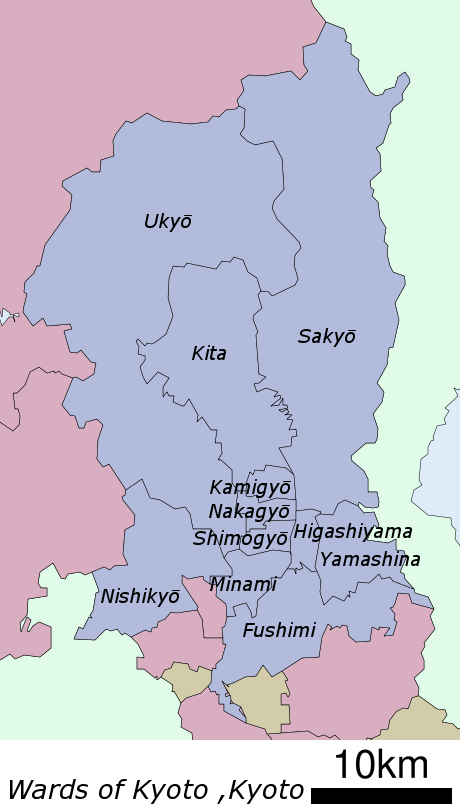
De wijken van Kyoto en hun ligging

Kyoto bestaat uit elf wijken (ku):
- Fushimi-ku 伏見区
- Higashiyama-ku 東山区
- Kamigyo-ku 上京区
- Kita-ku 北区
- Minami-ku 南区
- Nakagyo-ku 中京区
- Nishikyo-ku 西京区
- Sakyo-ku 左京区
- Shimogyo-ku 下京区
- Ukyo-ku 右京区
- Yamashina-ku 山科区

## Economie
| Jaar | (US$)  |
| ---- | ------ |
| 1975 | 5.324  |
| 1980 | 9.523  |
| 1985 | 13.870 |
| 1990 | 20.413 |
| 1995 | 23.627 |
| 2000 | 26.978 |
| 2005 | 32.189 |
| 2010 | 36.306 |
| 2014 | 40.794 |

- Nintendo
- Kyocera
- Omron
- Nidec

## Verkeer
Kyoto vormt als centrum van het Kyoto grootstedelijk gebied een hub van Japan voor treinverkeer:
- Tokaido Shinkansen
- JR Kyoto-lijn
- JR Biwako-lijn
- Nara-lijn
- Kosei-lijn
- Sagano-lijn
- Hankyu Kyoto-lijn
- Hankyu Arashiyama-lijn
- Keihan-lijn
- Keihan Uji-lijn
- Keihan Keishin-lijn
- Kintetsu Kyoto-lijn
- Karasuma-lijn
- Tozai-lijn
- Randen Arashiyama-lijn
- Randen Kitano-lijn
- Eiden Eizan-lijn
- Eiden Kurama-lijn

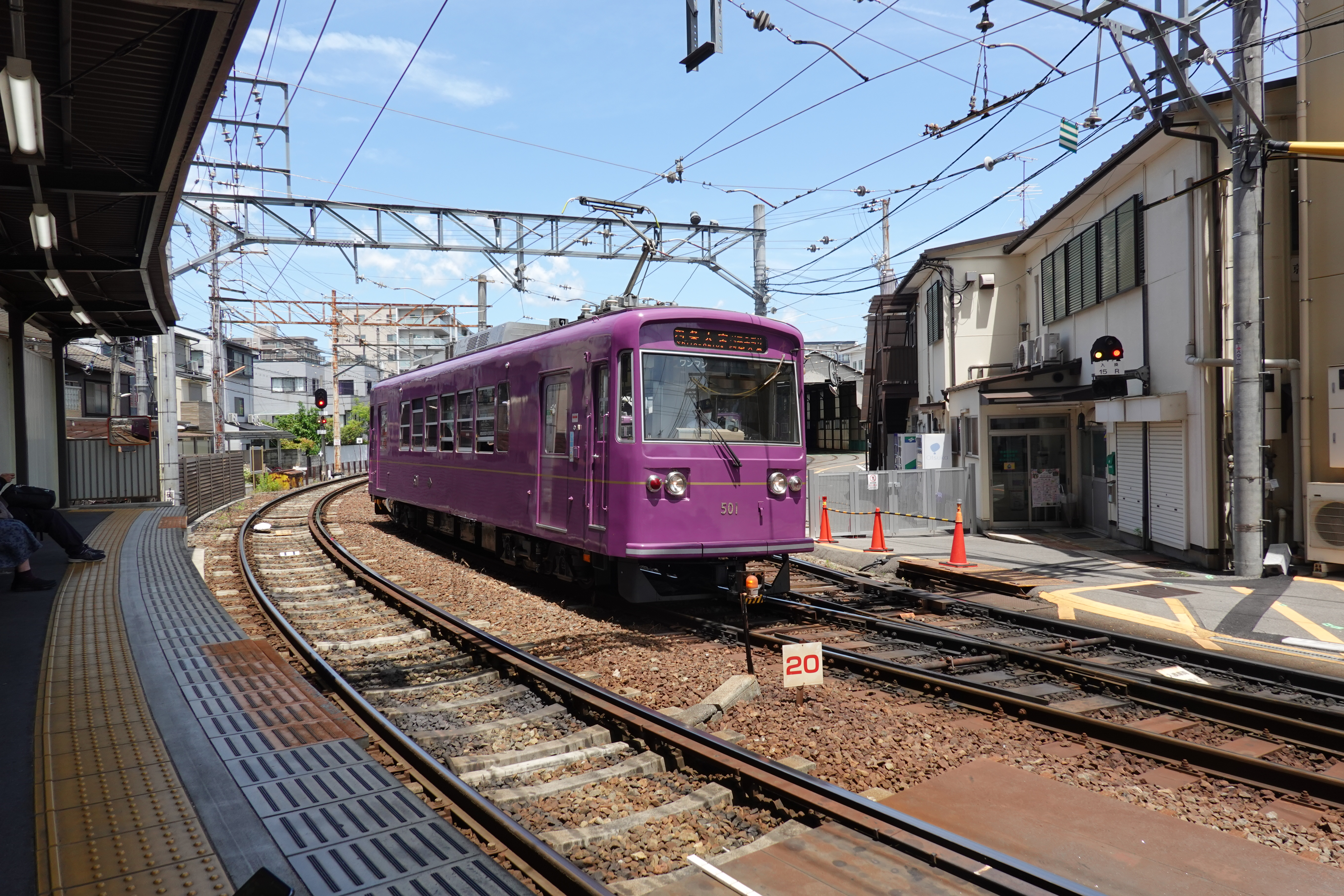
Station Sai met tram 501.

Keihan is de maatschappij die de lokale treinen en buslijnen exploiteert. Naast de metro, kent de stad ook nog twee sneltramlijnen die samen de bijnaam Randen (嵐電) hebben. In de periode 2025-28 worden hiervoor zeven nieuwe tramrijtuigen geleverd.

Grootstedelijk gebied
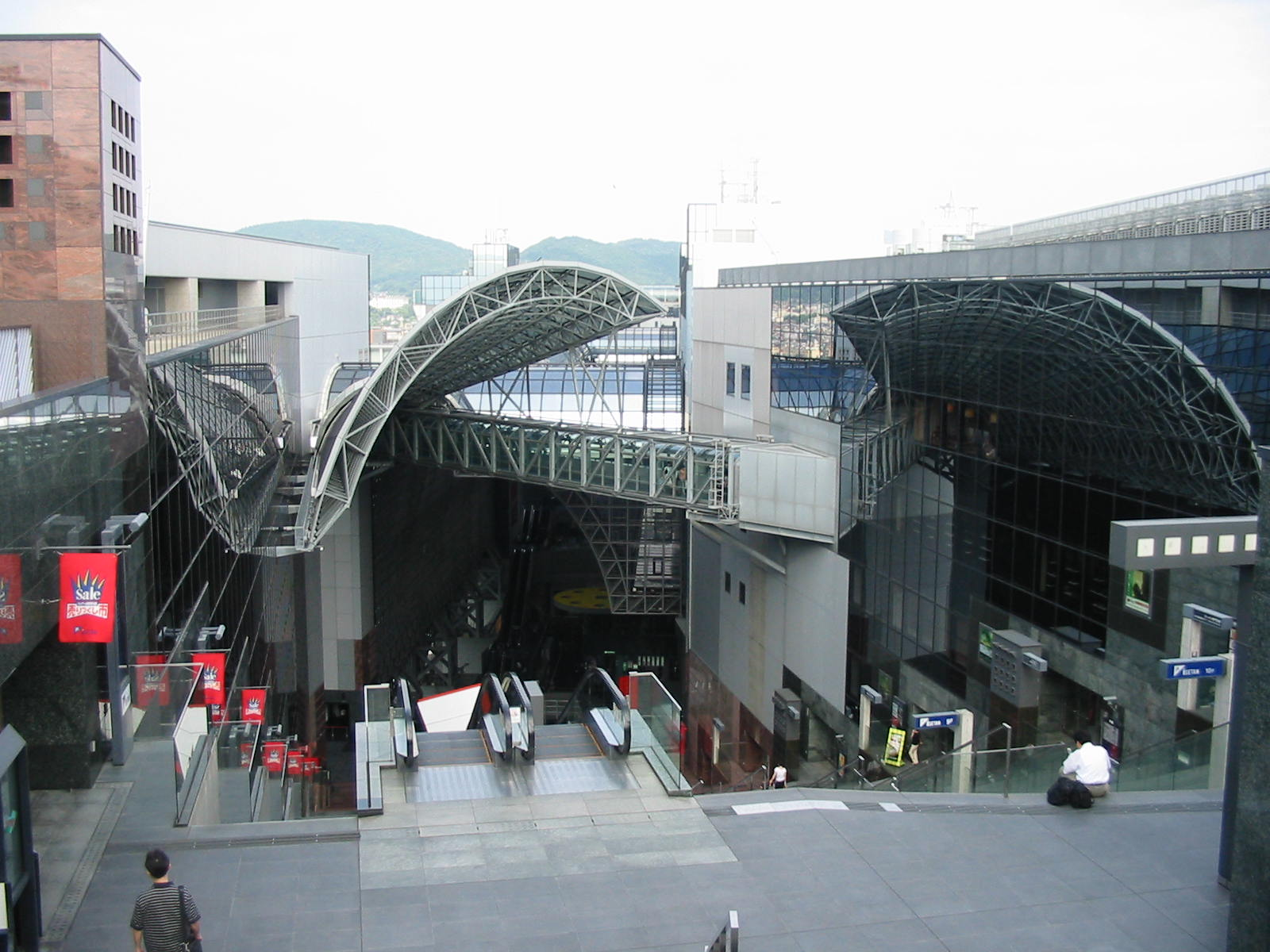
Station Kyoto

## Onderwijs
Kyoto beschikt van universiteiten en beroepsscholen:
- Universiteit van Kyoto
- Kyōto Kōgei Sen'i Daigaku (京都工芸繊維大学, Engels: Kyoto Institute of Technology)
- Kyōto Furitsu Ika Daigaku (京都府立医科大学, Engels: Kyoto Prefectural University of Medicine)
- Kyōto Shiritsu Geijutsu Daigaku (京都市立芸術大学, Engels: Kyoto City University of Arts)
- Doshisha Daigaku (同志社大学, Engels: Doshisha University)
- Ritsumeikan Daigaku (立命館大学, Engels: Ritsumeikan University)
- Ryūkoku Daigaku (龍谷大学, Engels: Ryukoku University)
- Kyōto Sangyō Daigaku (京都産業大学, Engels: Kyoto Sangyo University)
- Bukkyō Daigaku (仏教大学, Engels: Bukkyo University)
- Kyōto Gaikokugo Daigaku (京都外国語大学, Engels: Kyoto University of Foreign Studies)
- Kyōto Seika Daigaku (京都精華大学, Engels: Kyoto Seika University)

## Cultuur

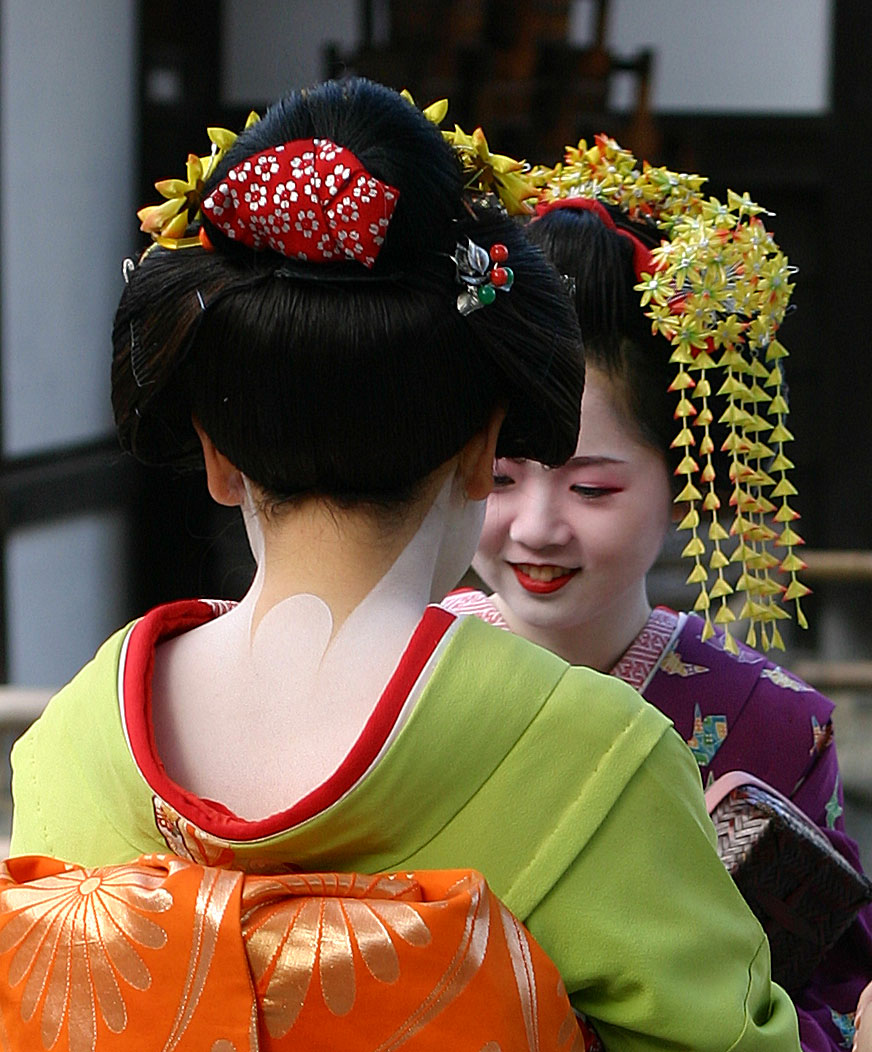
Geisha

Kyoto is bekend om zijn levensmiddelen. De rijke grond rond Kyoto maakt groenteteelt mogelijk. Vis wordt in verscheidene wateren ruim aangetroffen.
Kyoto wordt beschouwd als het culturele centrum van Japan. Gedurende de Tweede Wereldoorlog, terwijl brandbommen door het hele land neerkwamen, bleef Kyoto met zijn 1600 boeddhistische tempels, 400 Shinto-heiligdommen, paleizen, tuinen en architectuur gespaard.
Beroemde tempels in Kyoto zijn:
- Kiyomizu-dera, een houten tempel gesteund door pilaren bij de helling van een berg;
- Kinkaku-ji, het gouden paviljoen;
- Ginkaku-ji, het zilveren paviljoen;
- Heian Jingu, het beroemdste Shinto-heiligdom;
- Ryoan-ji, beroemd vanwege de rotstuin.

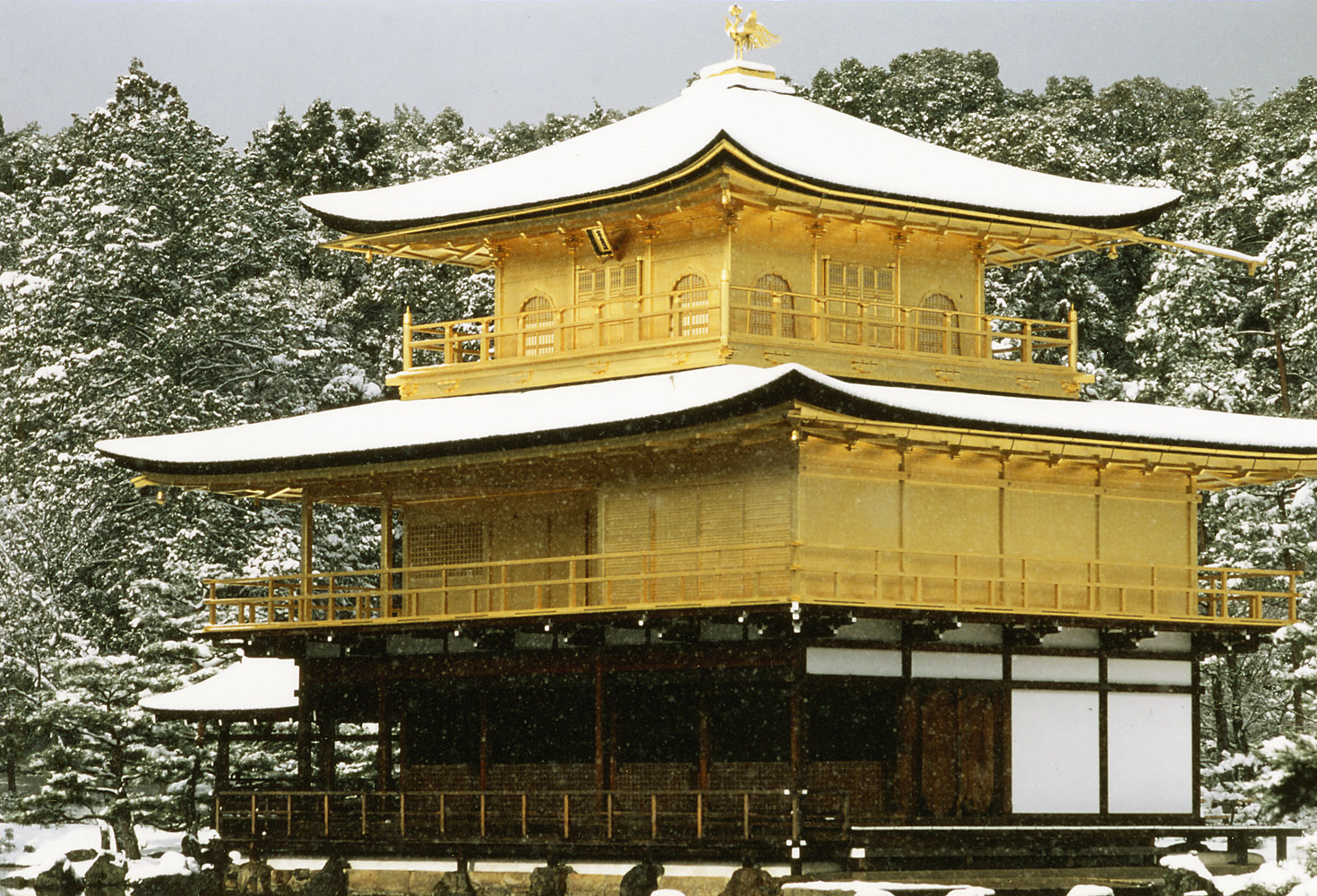
Kinkaku-ji, het gouden paviljoen
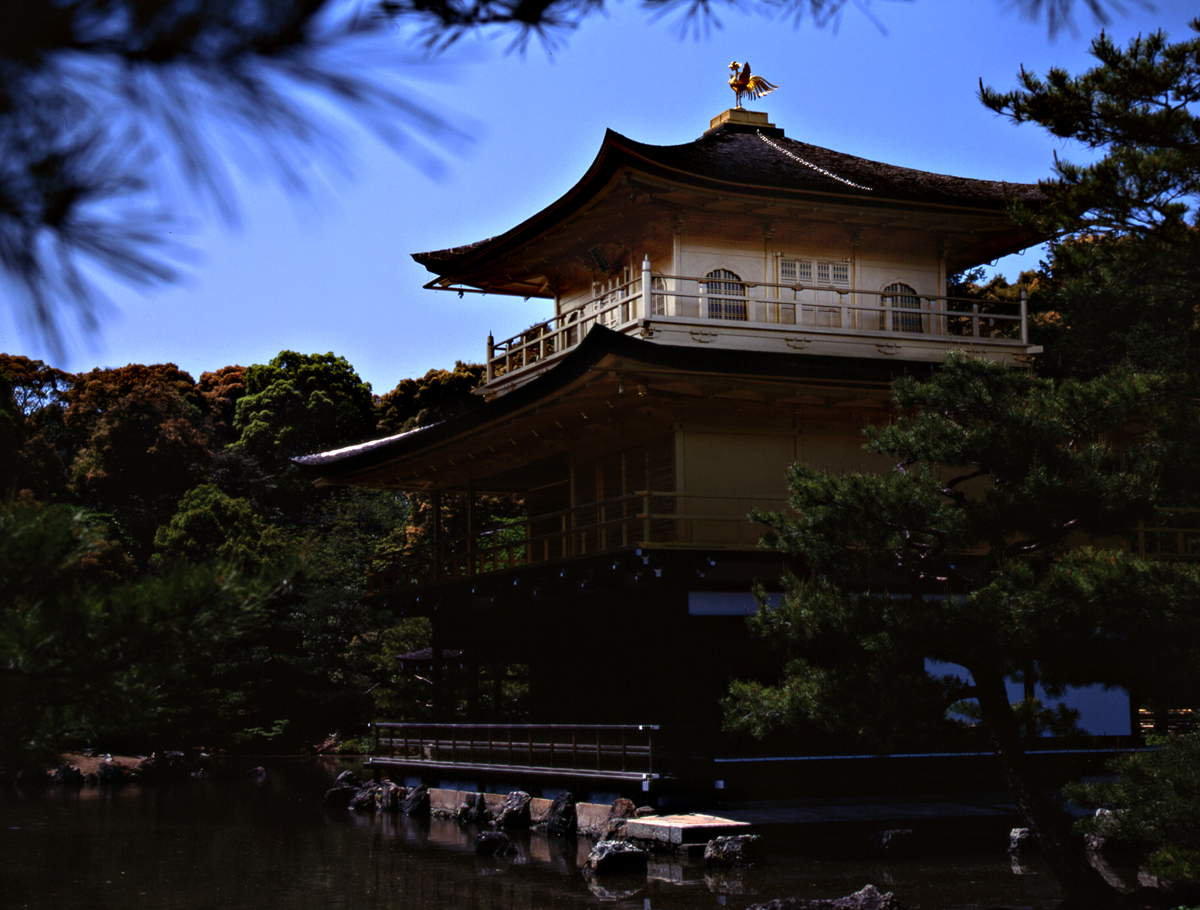
De gouden tempel in het noorden van Kyoto
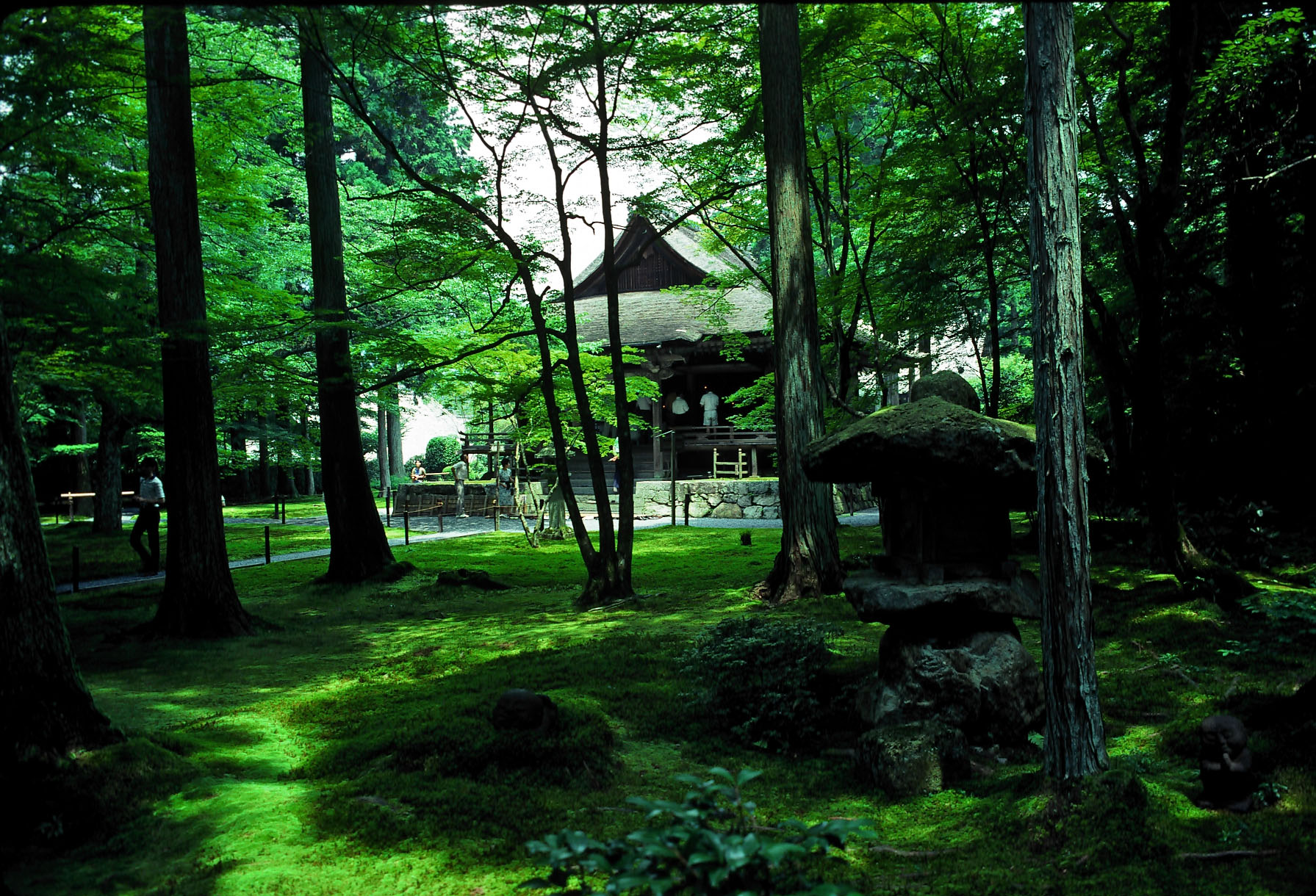
De Sanzenin-tempel van Ohara, Kyoto

## Het Verdrag van Kyoto

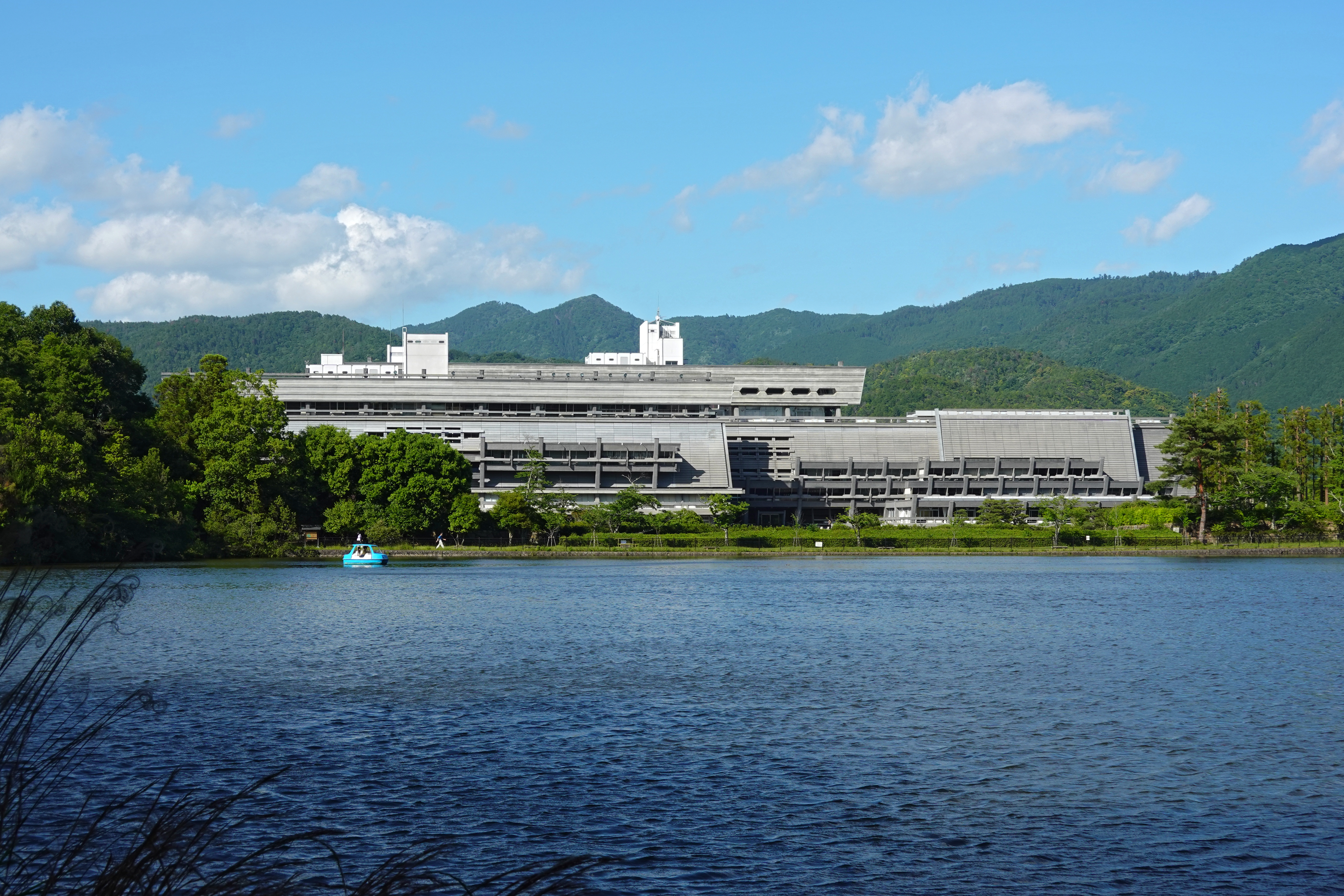
Internationaal conferentiecentrum

De stad Kyoto is bekend geworden via het Verdrag van Kyoto of het Kyoto-protocol.

## Stedenbanden
Kyoto heeft een partnerschap met volgende steden:
- Boston (Verenigde Staten), sinds 24 juni 1959
- Florence (Italië), sinds 22 september 1965
- Guadalajara (Mexico), sinds 20 oktober 1980
- Jinju, Zuid-Korea, sinds 27 april 1999
- Keulen (Duitsland), sinds 29 mei 1963
- Kiev (Oekraïne), sinds 7 september 1971
- Parijs (Frankrijk), sinds 15 juni 1958
- Praag (Tsjechië), sinds 15 april 1996
- Xi'an (Volksrepubliek China), sinds 10 mei 1974
- Zagreb (Kroatië), sinds 22 oktober 1981

## Bekende inwoners van Kyoto

### Geboren
- Meiji (1852-1912), 122e keizer van Japan
- Naruhiko Higashikuni (1887-1990), premier van Japan (1945)
- Tomie Ohtake (1913-2015), Braziliaanse beeldhouwster, schilderes en grafica
- Masaharu Taguchi (1916-1982), zwemmer
- Hiroshi Yamauchi (1927-2013), 3e President van Nintendo
- Nagisa Oshima (1932-2013), filmregisseur
- Tetsunosuke Kushida (1935), componist
- Tasuku Honjo (1942), immunoloog en winnaar Nobelprijs voor Fysiologie of Geneeskunde
- Kunishige Kamamoto (1944-2025), voetballer
- Haruki Murakami (1949), schrijver en vertaler
- Kimiko Date (1970), tennisster
- Daisuke Matsui (1981), voetballer
- Satoko Miyahara (1998), kunstschaatsster